# COT Front Altair
O COT Front Altair é um navio-tanque do tipo LR2 / Aframax para transporte de óleo cru de bandeira das Ilhas Marshall e de propriedade da empresa Frontline Management AS da Noruega.

## Incidente
Recentemente no dia 13 de junho de 2019, o navio foi torpedeado no Golfo de Omã.